# Рыбачевский, Мирослав
Мирослав Рыбачевский (пол. Mirosław Rybaczewski; 8 июля 1952 года, Варшава) — польский волейболист, игрок национальной сборной в 1973—1980 годах, чемпион Игр XXI Олимпиады, чемпион мира 1974 года.

## Биография
Практически вся клубная карьера Мирослава Рыбачевского связана с командой Студенческого спортивного союза из Ольштына, за которую он выступал в период с 1972 по 1982 год. 3-кратный чемпион Польши (1972/73, 1975/76, 1977/78), серебряный (1973/74, 1976/77, 1979/80) и бронзовый (1974/75, 1981/82) призёр национальных чемпионатов; 2-кратный обладатель Кубка Польши (1972, 1982). Был признан лучшим игроком за всю историю клуба.
В 1971 году в составе молодёжной сборной Польши стал чемпионом Европы, в 1973-м выступал на Универсиаде в Москве, где и обратил на себя внимание тренера национальной сборной Хуберта Вагнера.
В период с 1973 по 1980 год Мирослав Рыбачевский провёл 167 матчей за польскую сборную, выиграл чемпионат мира-1974 и серебряную медаль чемпионата Европы-1975. В 1976 году являлся игроком основного состава сборной на олимпийском турнире в Монреале, завершившемся победой команды Вагнера, стал лучшим волейболистом страны по версии журнала Przegląd Sportowy. Заслуженный мастер спорта Польши.
После 1982 года играл и работал тренером во французской «Тулузе». Дочерью Мирослава Рыбачевского является волейболистка сборной Франции и её капитан Анна Рыбачевски.